# Seinfeld
"Seinfeld" je jedna od najpopularnijih američkih humorističnih serija u povijesti, koja je emitirana od 5. lipnja 1989. do 14. svibnja 1998. godine. Seriju je osmislio i režirao Larry David zajedno s Jerryjem Seinfeldom, ujedno i glavnim glumcem.
Serija se originalno prikazivala na američkoj NBC televiziji. Američki TV Guide proglasio je "Seinfeld" najboljom serijom, a industrija humorističnih serija stavila ga je na prvo mjesto najgledanijih serija ikada. "Entertainment Weekly" uvrstio je seriju na 3. mjesto najboljih serija u posljednjih 25 godina, iza "Obitelji Soprano" i animirane serije "Simpsoni".
Serija je postala popuarna zbog pošalica iz svakodnevnog urbanog života te mnoštva smiješnih skečeva i radnji. Svih 9. sezona serije izašlo je na DVD-u. Mnogo je popularnih fraza izašlo iz "Seinfelda".
Serija je jedinstvena i po tome što se velik dio snimao na javnim mjestima umjesto u studiju.

## Kratka radnja
Jerry Seinfeld (Jerry Seinfeld), George Costanza (Jason Alexander), Elaine Benes (Julia Louis-Dreyfus) i Cosmo Kramer (Michael Richards) četvero je prijatelja iz New Yorka. Jerry i Elaine nekoć su bili par, ali su ostali samo dobri prijatelji.
Jerry Seinfeld je po struci komičar te izvodi mnoge skečeve na pozornici. Svaka epizoda započinje jednim njegovim skečom. Njegov prijatelj George Costanza, niski, proćelavi, debeljuškasti i neurotični šaljivdžija često mu se tuži na svoje probleme kojih ima mnogo, što je osnova zapleta brojnih epizoda. Jerryjeva prijateljica i bivša djevojka Elaine Benes također stalno svraća do stana i priča uglavnom o svojim vezama s muškarcima. Jerry živi u zgradi gdje mu je prvi susjed "ispaljeni" ("otkačeni") Cosmo Kramer koji uvijek nekamo žuri i shvaća Jerryjev stan kao svoj vlastiti, posebice njegov hladnjak.
Jerry i njegovi prijatelji svakodnevno doručkuju u obližnjoj zalogajnici "Monk's Cafe". Za vanjske kadrove tog lokala poslužio je "Tom's Restaurant" u New Yorku, koji je nakon toga postao vrlo popularan.
Jerryja bi mnogi ljudi mogli nazvati zanovijetalom, jer uvijek kad se nešto loše dogodi on nazalnim glasom kaže "Ne opet" (Not again).

## Glumci
| Glumac              | Lik                  | Godina        |
| Jerry Seinfeld      | Jerry Seinfeld (lik) | 1989. – 1998. |
| Julia Louis-Dreyfus | Elaine Benes         | 1989. – 1998. |
| Michael Richards    | Cosmo Kramer         | 1989. – 1998. |
| Jason Alexander     | George Costanza      | 1989. – 1998. |

## Nagrade i priznanja
"Seinfeld" je često dobivao nagrade i priznja tijekom 1990-ih. Serija je dobila nagradu Emmy za "nevjerojatnu seriju" 1993., Zlatni globus za najbolju TV seriju - mjuzikl ili komedija 1994. i Nagradu Ceha filmskih glumaca (Screen Actors Guild Award) za "nevjerojatnu glumu u seriji" 1995., 1997. i 1998. godine.

### Gledanost
| Sezona  | Godina        | Poredak | Gledanost  |
| četvrta | (1992. – 93.) | 25.     | 12.754.700 |
| peta    | (1993. – 94.) | 3.      | 18.274.800 |
| šesta   | (1994. – 95.) | 1.      | 19.652.400 |
| sedma   | (1995. – 96.) | 2.      | 20.330.800 |
| osma    | (1996. – 97.) | 2.      | 19.885.000 |
| deveta  | (1997. – 98.) | 1.      | 21.266.000 |

## Vanjske poveznice
- Službena stranica (engl.)
- Seinfeld u internetskoj bazi filmova IMDb-a
- Wikisein, wiki posvećena seriji (engl.)